# Mary McCarthyová
Mary Therese McCarthyová (21. června 1912 Seattle - 25. října 1989 New York) byla americká spisovatelka, intelektuálka a aktivistka.
Mary McCarthyová ztratila ve věku šesti let při chřipkové epidemii v roce 1918 rodiče. Byla vychována v protestantském, katolickém a židovském prostředí, v dospělosti ale byla ateistkou. Po ukončení studia psala v letech 1933 až 1937 literární kritiky převážně beletrie pro časopisy The Nation a The New Republic. Od konce roku 1937 do roku 1938 byla redaktorkou Partisan Review, zodpovědnou za divadelní kritiku. V roce 1938 začala psát vlastní povídky, které byly v roce 1942 sebrány a vydány pod názvem The Company She Keeps.
Mary McCarthyová se přátelila s Hannah Arendtovou a později byla vykonavatelkou poslední vůle Arendtové. Účastnila se často debat newyorských intelektuálů. V roce 1960 byla zvolena členkou Americké akademie umění a literatury a v roce 1973 členkou Americké akademie umění a věd. Byla čtyřikrát vdaná. Její syn Reuel Wilson pochází z druhého manželství se spisovatelem Edmundem Wilsonem. V dubnu 1961 se provdala za diplomata Jamese Westa.
Největším komerčním úspěchem McCarthyové jako spisovatelky byl román The Group (Skupina), vydaný v roce 1962, který má částečně autobiografické rysy a jako kronika se satirickým nádechem popisuje životy osmi bývalých studentů. Román způsobil rozruch kvůli svým sexuálním scénám a zůstal na seznamu bestsellerů New York Times téměř dva roky. Mary McCarthyová jeden čas sympatizovala s trockismem a byla tvrdou kritičkou vietnamské války. Její dvě zprávy Vietnam Report (1967) a Hanoi 1968 (1968) jsou i dlouho po skončení války oceňovány jako hluboké zprávy o situaci ve Vietnamu.